# حملة أرض الصومال
حملة أرض الصومال، والتي تسمى أيضًا الحرب الأنجلو-الصومالية أو حرب الدراويش، عبارة عن سلسلة من الحملات العسكرية التي جرت بين عامي 1900 و1920 في القرن الإفريقي، حيث تقاتل كل من الدراويش بقيادة محمد عبد الله حسن من جانب، والقوات البريطانية من جانب آخر، كما تم دعم هذه الأخيرة في هجومها من قبل الإثيوبيين والإيطاليين. خلال الحرب العالمية الأولى (1914-1918) تلقت أرض الصومال دعمًا رمزيًا لفترة من الإمبراطور إياسو الخامس بإثيوبيا، كما أرسل خطاب دعم من قبل العثمانيين، لكن تم اعتراضه من قبل عملاء إيطاليين في عدن. انتهى النزاع عندما قصف البريطانيون جوًا تلاح عاصمة دولة الدراويش في فبراير 1920.

## الخلفية
خلال الفترة الاستعمارية كان يشار إلى الأراضي التي يسكنها الصوماليون في القرن الأفريقي مجتمعة باسم «أرض الصومال».

### أرض الصومال البريطانية
على الرغم من كونها جزءًا من الإمبراطورية العثمانية إلا أن اليمن والساحل (بما في ذلك زيلع) خضعت لسيطرة محمد علي حاكم مصر بين عامي 1821 و1841، وبعد انسحاب المصريين من الساحل اليمني في عام 1841 اشترى منهم الحاج علي شيرمريكي (وهو تاجر صومالي) حقوقًا تنفيذية على زيلع. كان لشيرميركي تأثير فوري على المدينة، حيث قام باحتكار أكبر قدر ممكن من التجارة الإقليمية.
في 1874-1975، حصل المصريون على فرمان من العثمانيين تمكنوا من خلاله من المطالبة بالسيطرة على المدينة وفي الوقت نفسه، تلقى المصريون اعترافًا بريطانيًا بولايتهم الاسمية في أقصى الشرق الصومالي. ولكن في الواقع، كانت مصر لا تملك الا سلطة قليلة خصوصا على المناطق الداخلية وكانت فترة الحكم المصري على الساحل قصيرة، ولم تستمر سوى بضع سنوات (1870-1884).
أنشئت محمية أرض الصومال البريطانية في وقت لاحق في أواخر ثمانينيات القرن التاسع عشر بعد أن وقعت السلطات الصومالية الحاكمة سلسلة من معاهدات الحماية التي تمنح البريطانيين الوصول إلى أراضيهم على الساحل الشمالي الغربي. كان من بين الموقعين الصوماليين سلطنة غلدي (1884)، سلطنة هوبيو (1884 و 1886)،  وسلطنة ورسنجلي.
عندما تم إخلاء الحامية المصرية في هرار في نهاية المطاف في عام 1885، أصبحت زيلع محاصرة بين الفرنسيين المتمركزين في تاجورة والبريطانيين حيث سعت كل من فرنسا وبريطانيا للسيطرة على خليج عدن الساحلي الاستراتيجي وبحلول نهاية عام 1885، كانت هاتان القوتان على شفا المواجهة المسلحة، لكنهما اختارا بدلاً من ذلك التفاوض  ومن ثم وقعوا لاحقًا اتفاقية في 1 فبراير 1888 تحدد الحدود بين أرض الصومال الفرنسية وأرض الصومال البريطانية.

### أرض الصومال الإيطالية

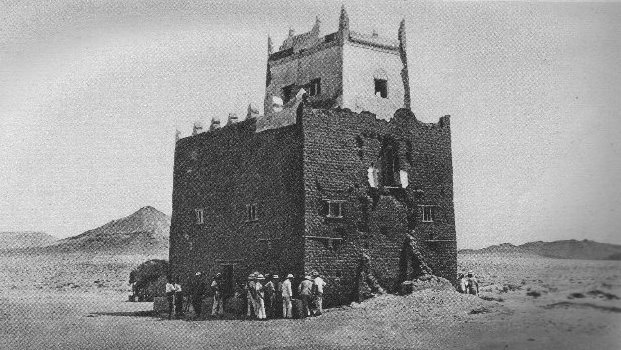
واحد من حصون المنطقة

تم تأسيس سلطنة ماجرين في الجزء الشمالي الشرقي من الأراضي الصومالية في منتصف القرن الثامن عشر، ووصلت لمكانة بارزة في القرن التالي، تحت حكم بوقور (الملك) عثمان محمود.
وفي أواخر ديسمبر من عام 1888، طلب يوسف علي قنايد، مؤسس وحاكم هوبيو، الحماية الإيطالية، وتم التوقيع على معاهدة بهذا المعنى في فبراير 1889، مما جعل هوبيو محمية إيطالية وفي إبريل، طلب عمّ يوسف ومنافسه ، بوقور عثمان، حماية من الإيطاليين،  دخل كل من بقور عثمان والسلطان قنايد في معاهدات الحماية لتعزيز أهدافهما التوسعية، حيث يتطلع السلطان قنايد إلى استخدام دعم إيطاليا في صراعه المستمر على السلطة مع بقور عثمان على سلطنة ماجرين، وكذلك في نزاع منفصل مع السلطان في زنجبار وعند توقيع الاتفاقيات، كان الحكام يأملون أيضًا في استغلال الأهداف المتنافسة للقوى الإمبريالية الأوروبية من أجل ضمان الاستقلالية المستمرة لأراضيهم حيث كانت تنص شروط كل معاهدة على أن إيطاليا يجب أن تتجنب أي تدخل في إدارات السلطنة المعنية.
في مقابل الأسلحة الإيطالية والدعم السنوي، قدم السلاطين لإيطاليا بعض الرقابة والتنازلات الاقتصادية. كما وافق الإيطاليون على إرسال عدد قليل من السفراء لتعزيز كل من السلطنة ومصالحهم الخاصة. تمت إدارة المحميات الجديدة بعد ذلك من خلال شركة مرخصة. كما تم في وقت لاحق توقيع بروتوكول الحدود الأنجلو-الإيطالية في 5 مايو 1894، تلاه اتفاق في عام 1906 بين كافاليير بيستالوزا والجنرال سوين يعترفان بأن باران يقع تحت إدارة سلطنة ماجرين.

## الحملات العسكرية

### 1900-1901
كانت الحملة الهجومية الأولى تستهدف معسكر لاثيوبيا في جيجيجا وذلك في مارس 1900ولكن الجنرال الإثيوبي جيرازمات بانتي صد الهجوم وألحق خسائر كبيرة بالدرويش، نجح الدراويش بالسيطرة على أوغادين لكنهم لم يهاجموا هرار وبدلاً من ذلك، داهموا عشائر القادرية بحثًا وراء جمالهم وأسلحتهم.
في عام 1901، انضم البريطانيون إلى الإثيوبيين وهاجموا الدراويش بقوة 17000 فرد، انتقل الدراويش عبر الحدود إلى سلطنة ماجرين، والتي تم دمجها في المحمية الإيطالية. بالاخير فشل الإثيوبيون في السيطرة على غرب أوغادين كما أجبر البريطانيون في النهاية على التراجع، ولم يحققوا أيًا من أهدافهم وفي هذه الحملة

### فبراير-يونيو 1903

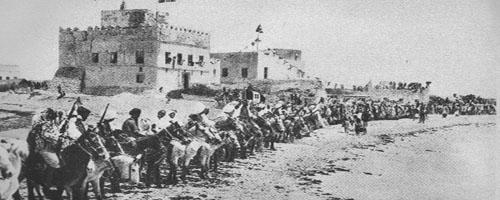
سلاح الفرسان والقلعة التابعة لسلطنة هوبيو

أصبح البريطانيون مقتنعين بحاجتهم إلى المساعدة من الايطاليين، لكن ذكريات معركة أداوا الكارثية حالت دون أي حماسة إيطالية للقتال في القرن الإفريقي، وفي عام 1903، سمحت وزارة الخارجية الإيطالية للبريطانيين بالهبوط بقوات في هوبيو.
توترت العلاقة بين هوبيو وإيطاليا عندما رفض السلطان قنايد اقتراح الإيطاليين بالسماح للقوات البريطانية بالقيام بعملية الإنزال حتى يتمكنوا من مواصلة معركتهم ضد قوات الدرويش التابعة لحسن. كان ينظر إلى قنايد على أنه تهديد كبير علي الإيطاليين، وقد تم نفيه أولاً إلى محمية عدن التي تسيطر عليها بريطانيا، ثم إلى إريتريا الإيطالية.
انتهت الحملة البريطانية بالفشل بعد فترة وجيزة، حيث هزم الدراويش مفرزة بريطانية بالقرب من جيمبيروي ثم هزيمة أخري بالقرب من داراتوليه من ثم سيطر الدراويش علي وادي نوغال في المحمية البريطانية وأيضا إيليج (أو إيليج) على الساحل الإيطالي، بعد ذلك اضطرت القوة البريطانية الرئيسية بالقرب الجلاد (Galadi) بقيادة الجنرال وليام مانينغ للتراجع شمالا على طول خط بوهتليه - بوراو - شيكى  وبحلول نهاية يونيو، كانت قد انسحبت القوات البريطانية بالكامل.

### من يناير إلى مايو 1904

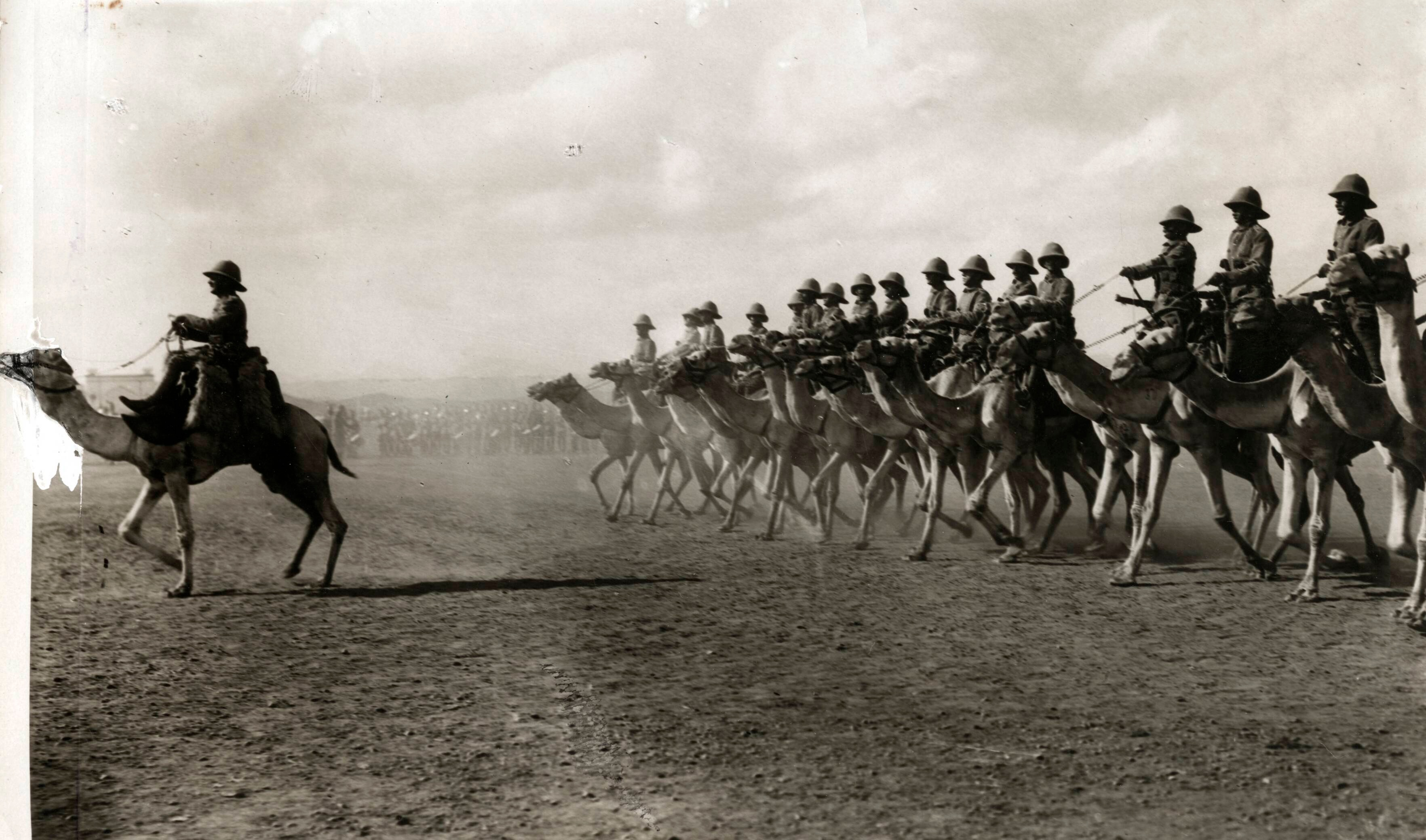
جنود الإبل البريطانية في عام 1913 ، بين بربرة واودويني في أرض الصومال البريطانية.

بعد فشل هجوم الجنرال مانينغ، عُهد إلى الجنرال تشارلز إجيرتون بالرد وبعد استعدادات مكثفة، قام بتوحيد قوته الميدانية في باكادوين (بدوين) وفي 9 يناير 1904 تمكن البريطانيون من هزيمة قائد الدراويش حسن في جدبولي كما تم إعاقة انسحاب الدراويش من قبل البريطانيون وحلفاؤهم من هوبيو على طول خط تراجعهم.
في أوائل مارس، بدأت المرحلة الثانية من العمليات، وتقدم الإثيوبيون لكنهم تراجعوا مرة اخري أوائل شهر أبريل، كما قصفت البحرية الإيطالية ايليج في فصل الشتاء دون أي تأثير، وفي 16 أبريل، غادرت بعض سفن من إيست إنديز بقيادة الأميرال جورج أتكينسون ويليس لقصف إيليج وبالتزامن مع هجوم بري. واخيرا تم السيطرة على إيلج في 21 أبريل، وخسرت القوات البريطانية 3 رجال و 11 جريحا، بينما خسر الدراويش 58 قتيل وجرح 14 آخرون، كما بقيت مفرزة البحرية التي شاركت في المعركة على الشاطئ لمدة أربعة أيام، بمساعدة مفرزة بحرية إيطالية وصلت في 22 أبريل.

### 1920
بعد انتهاء الحرب العالمية الأولى، حولت القوات البريطانية انتباهها مرة أخرى إلى الاضطرابات في أرض الصومال البريطانية حيث سبق للدراويش أن هزموا القوات البريطانية في معركة دول مادوبا عام 1913، كما فشلت أربع حملات بريطانية لاحقة من هزيمة قائد الدراويش حسن وجنوده.
وفي عام 1920، شنت القوات البريطانية حملة أخيرة ضد ادراويشل وعلى الرغم من أن غالبية القتال وقع في يناير، إلا أن القوات البريطانية بدأت الاستعدادات للهجوم في وقت مبكر من نوفمبر 1919حيث كانت القوات البريطانية بقيادة القوات الجوية الملكية وكان القوات البرية تضم فيلق جمل أرض الصومال، وبعد ثلاثة أسابيع من المعركة، تم هزيمة الدراويش أخيرًا، مما أدى إلى نهاية لمقاومة استمرت لمدة 20 عامًا.

## الملاحظات
1. ↑  Nicolle (1997), 5.
2. 1 2  Clifford (1936), 289
3. ↑  Abir (1968), 18.
4. 1 2 3  Lewis (2002), 43, 49.
5. ↑  Lewis (1999), 19.
6. ↑  Laitin (1977), 8.
7. ↑  Ravenstein (1894), 56–58.
8. ↑  Metz (1993), 10.
9. 1 2  Hess (1964), 416–17.
10. 1 2 3  Issa-Salwe (1996), 34–35.
11. 1 2  Hess (1964), 420.
12. ↑  Commander of the torpedo-gunboat Caprera on 14 March, quoted in Hess (1964), 421.
13. ↑  Sheik-ʻAbdi (1993), 129
14. 1 2  Hess (1964), 421.
15. ↑  Cunliffe-Owen (1905), 169.
16. ↑  Cunliffe-Owen (1905), 175–76.
17. ↑  Cunliffe-Owen (1905), 178.
18. ↑  Cunliffe-Owen (1905), 179–82 ("Appendix A").
19. 1 2  Baker (2003), 161–62.